# Руниверсалис
Руниверсалис е руска онлайн енциклопедия, по модела на Уикипедия на руски език. Тя стартира на 9 юни 2022 г. Нейните статии са написани с подчертано проруски правителствен поглед върху световните събития. Създателите на сайта твърдят, че са бивши редактори на руската Уикипедия. Независимо от това Фондация „Уикимедия“ се дистанцира от Руниверсалис и нейните редактори.
В сайта не се споменава руското нападение над Украйна, а го нарича „специална военна операция“.

## Статистики
Два месеца след създаването си, през август 2022 г. проектът разполага с 9000 статии, като в същото време Уикипедия на руски разполага с 1,85 млн. статии. През април 2023 г. Руниверсалис разполага с около 2 милиона статии, много от които взети непроменени чрез ботове от Уикипедия на руски.
Ръст на статиите:
- 23 август 2022 г.: 9000 статии
- 11 септември 2022 г.: 100 000 статии
- 23 октомври 2022 г.: 500 000 статии
- 26 ноември 2022 г.: 1 000 000 статии
- 3 февруари 2023 г.: 1 500 000 статии